# Vicia filicaulis
Vicia filicaulis är en ärtväxtart som beskrevs av Philip Barker Webb och Sabin Berthelot. Vicia filicaulis ingår i släktet vickrar, och familjen ärtväxter. IUCN kategoriserar arten globalt som akut hotad. Inga underarter finns listade i Catalogue of Life.